# Église Notre-Dame-des-Pauvres d'Issy-les-Moulineaux
Pour les articles homonymes, voir Église Notre-Dame-des-Pauvres.
L'église Notre-Dame-des-Pauvres est une église catholique située boulevard Gallieni à Issy-les-Moulineaux. Construite durant les années 1950, elle est remarquable pour son architecture moderne reconnue par le Salon d'Art Sacré de 1953, et pour l'originalité de ses nombreux vitraux dus au peintre russe et maître-verrier Léon Zack.
Cette église fait l’objet d’une inscription au titre des monuments historiques depuis le 13 décembre 2007.

## Histoire
Le quartier de la Plaine n'avait avant-guerre qu'une simple chapelle, dédiée à Notre-Dame de la Plaine, située rue Camille-Desmoulins, et datant de 1921. Cette chapelle fut détruite lors des bombardements de septembre 1942.
Pour y remédier, cette nouvelle église a été construite en 1955 sur les plans des architectes Jean-Blaise Lombard et Henri Duverdier.
La première pierre en a été posée le 25 novembre 1954. Sa construction est une histoire complètement isséenne, puisque l’architecte Jean-Blaise Lombard, jeune chef scout de 26 ans, est choisi par l’abbé Pailloncy, aumônier de la troupe d’Issy-les-Moulineaux. Le père de Jean-Blaise est un ami du peintre Léon Zack dont l’atelier se trouve à Vanves.

## Bâtiment
Compte tenu de la forme du terrain sur lequel a été construit cette église, son plan est trapézoïdal. L'ensemble est couvert par un voile de béton se relevant vers le chœur.
Les murs sont en pierre de Valreuil dont la couleur ocre veinée de bleu s'accorde à celle des vitraux réalisés par le peintre russe Léon Zack avec le maître-verrier Henri Déchanet, à mi-chemin entre abstraction lyrique et abstraction géométrique. Avec sa fille Irène, il est également l'auteur du chemin de croix gravé à même le mur. Le sculpteur Maxime Adam-Tessier a également participé à son ornementation.
Les vitraux en dalle de verre du baptistère sont dus au maître-verrier Jean Lesquibe.

## Pour approfondir